# 松坂大輔
松坂大輔（日语：／ Matsuzaka Daisuke，1980年9月13日—）是日本前職業棒球選手，擔任投手。曾效力於日本職棒軟銀鷹、中日龍、西武獅與MLB波士頓紅襪隊、紐約大都會等隊。外號「平成怪物」，美國媒體昵称他為「Dice-K」。

## 高中時期
松坂大輔出生於1980年9月13日。母親松坂由美子被當時稱霸甲子園的明星投手荒木大輔的亮眼表現感動，因此將這位男嬰取名「大輔」。有趣的是荒木在1996年退休後，於2004年擔任松坂所屬的西武獅隊的投手教練；松坂大輔因此有機會得到這位與自己「關係匪淺」的往日巨星的指導。
小學三年級開始接觸棒球的松坂在球隊中已是主力球員。根據當時隊友木村勇夫的說法：「松坂很討厭練習。但是儘管什麼都不做，只要站上投手丘就能投得很好。與其說他是努力型的人，倒不如說是天才型的人。」
國中時期雖然不愛練習的習慣仍未改變，但是他的表現依舊精彩；不管是在國內的比賽，還是代表日本出國遠征，一直都是眾所矚目的焦點。也正因如此，松坂吸引了日本各地20多所高中的極力爭取，其中包含橫濱高中、帝京高中等傳統棒球名校。
雖然松坂的父親最後比較中意有著輝煌戰史的帝京高中，但是松坂大輔本人卻因為在一次代表日本前往巴西的賽事裡與年齡相訪的小池正晃、小山良男、常盤良太相識，進而一起立下就讀於橫濱高中並挑戰甲子園的約定，因此最後選擇橫濱高中。就讀時，松坂認識了同為棒球隊、並比自己年長一屆的捕手上地雄輔。
松坂在高中時期即以超越同儕的球技聞名於日本國內。在1998年的甲子園準決賽遇上強隊PL學園，比賽中他擔任先發，與對方的王牌投手上重聰（第7局上場）鏖戰至第17局才拿下勝利，且共投了250球。冠軍賽中，更達成了賽史上第二位投出無安打比賽的紀錄。被稱為「平成怪物」。

## 日本職棒
松坂大輔於1999年經選秀加入西武獅隊。在進入職棒的第一年，便繳出了16勝5敗、防禦率2.60的成績，並且也拿下了新人王。松坂是一名完投能力相當強的先發投手，在高中就有投17局，投球數250球的誇張成績；進入職棒之後，更是常常一個人完投9局。1999年拿下16場勝利；2000年拿下14場勝利，皆是太平洋聯盟第一。2001年球季，15勝、15敗、單季12次完投、240又1/3投球局數、214次三振都是聯盟第一，並且拿下該年澤村賞。但是隔年因為受傷，只出賽了14場。2006年也投出了相當出色的17勝5敗、防禦率2.12的超水準成績，但是勝場數、防禦率、奪三振次數都次於福岡軟體銀行鷹的王牌投手齊藤和巳，所以只能屈居「三亞王」。但是在該年太平洋聯盟季後賽的第一場對軟體銀行的比賽中，松坂大輔完投九局未失任何一分，軟體銀行的先發投手齊藤和巳失一分，終場西武以一比零取勝。西武在接下來的兩場比賽皆敗給軟體銀行，因此松坂結束了2006年球季。
松坂也是太平洋聯盟少數擅長打擊的投手。太平洋聯盟採用指定打擊制度，投手只有在交流戰且為中央聯盟主場時才有打擊機會。然而2000年8月7日對上歐力士野牛的比賽，九局下半、兩人出局、滿壘，松坂大輔卻以代打身份出場並打出中間方向的兩分打點安打。2006年6月9日交流戰對上阪神虎隊的比賽中，松坂大輔擊出生涯第一支全壘打。

## 美國職棒
松坂大輔在2005年球季結束後即向西武球團表達希望以「入札制度」加入美國職棒大聯盟的球隊，但是遭到西武球團的反對。然而2006年球季結束之後，西武球團同意松坂大輔以入札制度進入大聯盟。此時包括紐約洋基、西雅圖水手、芝加哥小熊、洛杉磯安那罕天使、堪薩斯市皇家、紐約大都會、波士頓紅襪、德州遊騎兵、底特律老虎、以及洛杉磯道奇等數支球隊都對松坂有興趣，而松坂也選擇大聯盟知名的經紀人史考特·波拉斯為他處理有關競標金額與合約等相關事宜。

### 波士頓紅襪
2006年11月15日，西武正式宣佈由波士頓紅襪隊以5111萬美元的競標金額勝出，獲得與松坂大輔以及西武球團交涉的權利。最後波士頓紅襪隊以六年5200萬美元簽下松坂，並且使用原本在西武獅的背號18號。

#### 2007年
2007年4月5日，對皇家隊的比賽，松坂大輔主投7局只失1分並投出10次三振，幫助紅襪隊以4:1獲勝，取得在大聯盟的第1勝。8月10日，對戰金鶯隊的比賽中投出7次三振，以159次三振打破1970年布瑞德所創的紅襪新人投手三振紀錄155次。在同年的世界大賽第3場比賽中，松坂先發主投5又1/3局，5次三振，被擊出3支安打、失2分，也成為第一名在世界大賽獲勝的亞洲投手。此役他在第3局擊出安打，是他在大聯盟的第一支安打，並且是2分打點的二壘安打。

#### 2008年
红袜队在日本东京巨蛋开始他们2008年新赛季之旅，松坂大辅成为球队开幕战的先发投手；他同时也是新赛季芬威球场开幕战的先发投手。松坂季初的状态非常好，取得八连胜的佳绩。但在5月27日对西雅图水手的客场比赛中，他突然感觉到“肩膀疲劳”，三天之后红袜队把他放入15天伤病名单中。6月21日松坂回到先发轮值表，但仅投一局就被圣路易红雀打下7分。尽管在明星赛前松坂取得了9胜1败、防御率3.12的骄人成绩，但还是没能入选全明星赛。
松坂最终以18胜3败、防御率2.90的成績结束了2008年赛季，打破了由前辈野茂英雄保持的日本投手在大聯盟单季16胜的纪录。他在赛扬奖的评选中名列第四，仅次于克里夫·李、洛伊·哈勒戴和法兰西斯科·罗德里奎兹。

#### 2009年
松坂大輔在2009年世界棒球經典賽取得三場勝投。成為開幕投手。但是在世界棒球經典賽賽後受傷，一直影響登板次數。

#### 2010年
2010年，春訓時，只出賽兩場就受傷，直到5月才在大聯盟出賽。6月8日，松坂大輔達成美日合計150勝的紀錄，之後又因傷所苦，再度入傷兵名單，使得整季只拿到9勝6敗的成績。

#### 2011年
5月15日對洛杉磯天使賽事中以後援投手上陣，在第十三局被換入，這是他在大聯盟首次以後援投手上陣，但結果失分敗投。於6月動了Tommy John（手肘靭帶置換）手術。

#### 2012年
2012年球季，松坂大輔在小聯盟進行8場復健賽。6月10日復出大聯盟，先發對國民。繳出5局8K的三振表現，4自責分，紅襪終場2比4輸球，松坂大輔吞復出首敗。2012年球季結束後，波士頓紅襪中止與松坂大輔的合約，他成為自由球員。

### 克里夫蘭印地安人
2013年球季開始，松坂大輔與印地安人簽下一紙小聯盟合約，和總教練特里·弗蘭克納再次合作，在印地安人所屬3A哥倫布快艇隊出賽。8月20日，因無法登上大聯盟，松坂大輔要求印地安人球團與他無條件解約，自行至其他球隊尋找機會。

### 紐約大都會

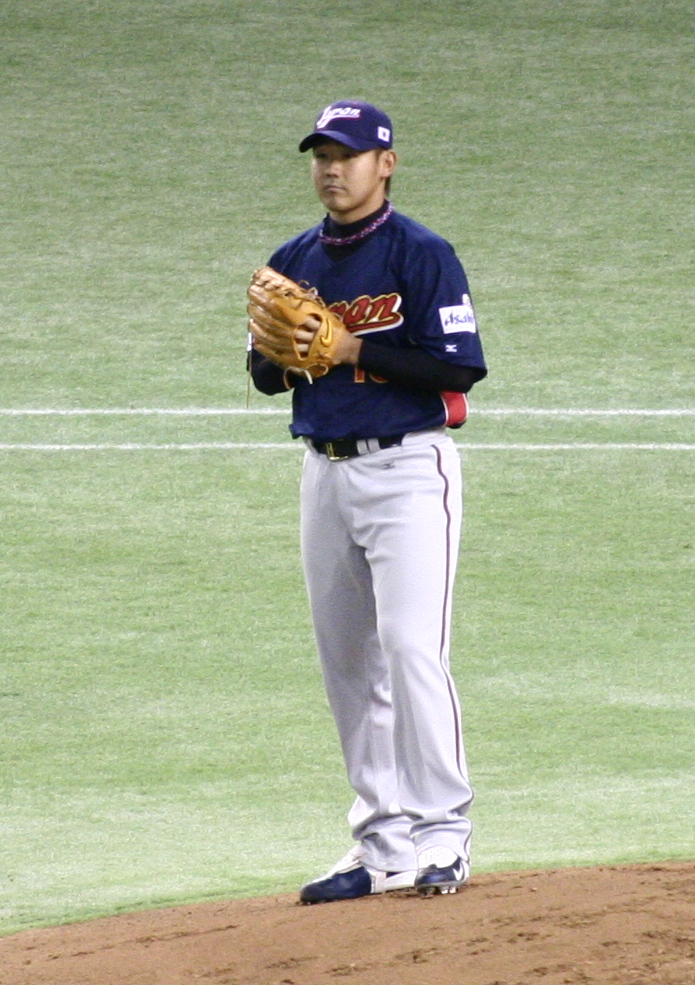
2006年世界棒球經典賽時的松坂大輔。

2013年8月23日，松坂與紐約大都會隊簽下一年大聯盟合約。8月24日，復出大聯盟，對底特律老虎，松坂先發5局，被敲6安失2分，投4次三振與1次四壞保送，底特律老虎以5：1擊敗大都會，松坂承擔敗戰。
2014年1月25日，大都會宣布和松坂大輔簽下小聯盟合約，並邀請他參加大聯盟春訓。4月16日，取代中繼的左投雷南（John Lannan），從3A重回大聯盟40人名單中。最初以中繼投手出賽，5月25日對亞利桑那響尾蛇，松坂大輔重返先發投手，主投6局、失兩分，獲得勝投。

## 回歸日本職棒及退役
2014年球季結束後，紐約大都會宣布不與松坂大輔續約。11月24日，日本職棒福岡軟銀鷹宣布與松坂大輔簽定3年合約。
2015年8月18日，施行關節鏡手術治療右肩關節唇及旋轉肌傷勢，在全年未於一軍登板下結束本季賽事。
2018年與2019年球季在中日龍隊出賽，2019年春季因右肩受傷，球季前半在二軍調整，一軍僅登板兩次，該年12月2日被球團釋出成為自由球員。
2020年球季回到西武隊，該年7月，因受傷接受頸椎內視鏡手術，術後在二軍出賽，但恢復不如預期，未能升上一軍，因此於2021年7月向球團表達希望當年球季引退。
在2021年10月19日對上火腿隊的比賽中對上近藤健介投出保送後退場，結束23年職棒生涯。

## 國際比賽經歷
- 1999年首度代表日本參加亞洲棒球錦標賽，完投9局以2：1擊敗中華隊。

## 使用球種
松坂以大跨步加上四分之三放球點的機制投球，拿手的球路為最高球速可達97mph（約156km/h）的四縫線速球以及變化角度銳利的滑曲球（slurve），也會對左打者投出具有橫向移動軌跡的變速球與切球，在旅美後也習得二縫線速球以加強自身的配球深度。除此之外，亦會使用指叉球、曲球等作為配球，但因控球問題於MLB出賽時已十分少見此二球路，其於MLB的生涯BB/9為4.4。
在2011年歷經右肘韌帶置換手術後，松坂的球速明顯較先前下滑了一個檔次，而他也因應這點做了調整，提高了配球中變化球的比例為應對。在2015年施行右肩部手術後，松坂的球速更往下探，復健後最快球速僅止於147km/h的水準。
2018年為松坂回到日職後首度有比較多一軍出賽場次的球季，而他的投球型態也和以往大有不同，失去球速優勢的松坂轉變為以大量切球取代直球作為配球主軸的投手。

## 個人生活
2004年12月與前日本電視台主播柴田倫世結婚，兩人育有二女一子(2005年12月長女出生。2008年3月長子出生。2010年3月次女出生)。

## 詳細情報

### 年度別投手成績
|          |          |     |     |    |    |   |     |    |   |    |      |      |        |      |     |     |   |    |      |    |   |     |     |       | WHIP |
| -------- | -------- | --- | --- | -- | -- | - | --- | -- | - | -- | ---- | ---- | ------ | ---- | --- | --- | - | -- | ---- | -- | - | --- | --- | ----- | ---- |
| 1999     | 西武     | 25  | 24  | 6  | 2  | 0 | 16  | 5  | 0 | -- | .762 | 743  | 180.0  | 124  | 14  | 87  | 1 | 8  | 151  | 5  | 2 | 55  | 52  | 2.60  | 1.17 |
| 2000     | 西武     | 27  | 24  | 6  | 2  | 0 | 14  | 7  | 1 | -- | .667 | 727  | 167.2  | 132  | 12  | 95  | 1 | 4  | 144  | 2  | 0 | 85  | 74  | 3.97  | 1.35 |
| 2001     | 西武     | 33  | 32  | 12 | 2  | 1 | 15  | 15 | 0 | -- | .500 | 1004 | 240.1  | 184  | 27  | 117 | 1 | 8  | 214  | 9  | 1 | 104 | 96  | 3.60  | 1.25 |
| 2002     | 西武     | 14  | 11  | 2  | 0  | 0 | 6   | 2  | 0 | -- | .750 | 302  | 73.1   | 60   | 13  | 15  | 1 | 7  | 78   | 2  | 1 | 30  | 30  | 3.68  | 1.02 |
| 2003     | 西武     | 29  | 27  | 8  | 2  | 1 | 16  | 7  | 0 | -- | .696 | 801  | 194.0  | 165  | 13  | 63  | 2 | 9  | 215  | 4  | 0 | 71  | 61  | 2.83  | 1.17 |
| 2004     | 西武     | 23  | 19  | 10 | 5  | 0 | 10  | 6  | 0 | -- | .625 | 601  | 146.0  | 127  | 7   | 42  | 0 | 6  | 127  | 5  | 0 | 50  | 47  | 2.90  | 1.16 |
| 2005     | 西武     | 28  | 28  | 15 | 3  | 3 | 14  | 13 | 0 | 0  | .519 | 868  | 215.0  | 172  | 13  | 49  | 0 | 10 | 226  | 9  | 0 | 63  | 55  | 2.30  | 1.03 |
| 2006     | 西武     | 25  | 25  | 13 | 2  | 2 | 17  | 5  | 0 | 0  | .773 | 722  | 186.1  | 138  | 13  | 34  | 0 | 3  | 200  | 5  | 0 | 50  | 44  | 2.13  | 0.92 |
| 2007     | 紅襪     | 32  | 32  | 1  | 0  | 1 | 15  | 12 | 0 | 0  | .555 | 874  | 204.2  | 191  | 25  | 80  | 1 | 13 | 201  | 5  | 0 | 100 | 100 | 4.40  | 1.32 |
| 2008     | 紅襪     | 29  | 29  | 0  | 0  | 0 | 18  | 3  | 0 | 0  | .857 | 716  | 167.2  | 128  | 12  | 94  | 1 | 7  | 154  | 5  | 0 | 58  | 54  | 2.90  | 1.32 |
| 2009     | 紅襪     | 12  | 12  | 0  | 0  | 0 | 4   | 6  | 0 | 0  | .400 | 283  | 59.1   | 81   | 10  | 30  | 1 | 2  | 54   | 8  | 0 | 38  | 38  | 5.76  | 1.87 |
| 2010     | 紅襪     | 25  | 25  | 0  | 0  | 0 | 9   | 6  | 0 | 0  | .600 | 664  | 153.2  | 137  | 13  | 74  | 1 | 8  | 133  | 4  | 0 | 84  | 80  | 4.69  | 1.37 |
| 2011     | 紅襪     | 8   | 7   | 0  | 0  | 0 | 3   | 3  | 0 | 0  | .500 | 167  | 37.1   | 32   | 4   | 23  | 0 | 1  | 26   | 0  | 0 | 24  | 22  | 5.30  | 1.47 |
| 2012     | 紅襪     | 11  | 11  | 0  | 0  | 0 | 1   | 7  | 0 | 0  | .125 | 215  | 45.2   | 58   | 11  | 20  | 0 | 3  | 41   | 3  | 0 | 43  | 42  | 8.28  | 1.71 |
| 2013     | 大都會   | 7   | 7   | 0  | 0  | 0 | 3   | 3  | 0 | 0  | .500 | 166  | 38.2   | 32   | 4   | 16  | 0 | 5  | 33   | 0  | 0 | 21  | 19  | 4.42  | 1.24 |
| 2014     | 大都會   | 34  | 9   | 0  | 0  | 0 | 3   | 3  | 1 | 3  | .500 | 359  | 83.1   | 62   | 6   | 50  | 5 | 6  | 78   | 6  | 0 | 38  | 36  | 3.89  | 1.34 |
| 2016     | 軟體銀行 | 1   | 0   | 0  | 0  | 0 | 0   | 0  | 0 | 0  | ---- | 10   | 1.0    | 3    | 0   | 2   | 0 | 2  | 2    | 1  | 0 | 5   | 2   | 18.00 | 5.00 |
| 2018     | 中日     | 11  | 11  | 0  | 0  | 0 | 6   | 4  | 0 | 0  | .600 | 253  | 55.1   | 50   | 5   | 32  | 0 | 5  | 51   | 1  | 0 | 25  | 23  | 3.74  | 1.48 |
| 2019     | 中日     | 2   | 2   | 0  | 0  | 0 | 0   | 1  | 0 | 0  | .000 | 32   | 5.1    | 12   | 0   | 2   | 0 | 3  | 2    | 0  | 0 | 10  | 10  | 16.88 | 2.63 |
| NPB:11年 | NPB:11年 | 218 | 203 | 72 | 18 | 7 | 114 | 65 | 1 | 0  | .637 | 6063 | 1464.1 | 1167 | 117 | 538 | 6 | 65 | 1410 | 43 | 4 | 548 | 494 | 3.04  | 1.16 |
| MLB:8年  | MLB:8年  | 158 | 132 | 1  | 0  | 1 | 56  | 43 | 1 | 3  | .566 | 3444 | 790.1  | 721  | 85  | 387 | 9 | 45 | 720  | 31 | 0 | 406 | 391 | 4.45  | 1.40 |

- 至2019年
- 各年度的粗字為該聯盟最高

## 特別紀錄與獎項
- 初登板（西武）：1999年4月7日 VS 北海道日本火腿鬥士
- 第1場勝利（西武）：1999年4月7日 VS 北海道日本火腿鬥士
- 第一次三振（西武）：1999年4月7日 VS 北海道日本火腿鬥士（打者：井出龍也）
- 第1,000投球局數（西武）：2004年9月17日 VS 福岡大榮鷹
- 1安打比賽（西武）：1999年7月13日 VS 大阪近鐵野牛、2003年5月11日 VS 千葉羅德海洋
- 單局三次三振（西武）：2004年9月17日 福岡大榮鷹
- 單場16次三振（個人紀錄）：（西武）2004年9月1日 VS 千葉羅德海洋
- 毎局皆投出三振（西武）：1999年9月2日 VS 北海道日本火腿鬥士、2001年9月11日 VS 北海道日本火腿鬥士、2004年9月1日 VS 千葉羅德海洋
- 第1000次三振（甲子園）：2005年5月18日  VS 阪神虎
- 生涯第一支安打：2000年8月7日 VS 歐力士（投手：栗山聰）
- 生涯第一支全壘打：2006年6月9日 VS 阪神虎（投手：Darwin Cubillan）
- 最優秀防御率：2003年、2004年
- 最多勝利：1999年、2000年、2001年
- 最多三振數：2000年、2001年、2003年
- 最優秀新人：1999年
- 最佳九人：1999年、2000年、2001年
- 金手套獎：1999年、2000年、2001年、2003年、2004年
- 澤村獎：2001年
- 單月最優秀球員：1999年7月、2002年3月、4月、2003年5月
- IBM年度最佳球員：2001年
- 全明星賽出賽：1999年、2000年、2001年、2004年、2005年
- 全明星賽最有價值球員：2004年（第1戰）
- 全明星賽優秀選手：1999年（第1戰）
- 全明星賽新人賞：1999年
- 奧運出賽：2000年（第四名）、2004年（銅牌）
- 世界棒球經典賽：2006年、2009年連續兩屆獲得大會最有價值球員。

## 外部連結
- 松坂大輔在美國職棒（英语）
- 松坂大輔在日本職棒（英语）
- 松坂大輔在Baseball-Reference.com（大聯盟）（英语）
- 松坂大輔在Baseball-Reference.com（小聯盟以及海外聯盟）（英语）
- 松坂大輔在ESPN（MLB）（英语）
- 松坂大輔在FanGraphs.com（英语）
- 松坂大輔在The Baseball Cube（英语）
- 松坂大輔在Olympics.com（英语）
- 松坂大輔在Olympedia（英语）